# راونا گورا، استان وارنا
راونا گورا (به بلغاری: Ravna Gora) روستایی در بلغارستان است که در شهرستان آورن واقع شده‌است.